# Ботта, Грациозо Иосифович
Грацио́зо Ио́сифович Бо́тта — скульптор и камнерез, основатель скульптурной мастерской Ботта, одной из крупнейших в Петербурге в середине-конце XIX века.
Грациозо родом из швейцарского города Rancate, кантон Тичино, был потомком Осипа (Джузеппе) Ботта (1720—1778). В эпоху Екатерины II Дж. Ботта являлся главным мастером Петергофской гранильной фабрики, имел четырёх сыновей: Аббондио (1822—1899), Грациозо (1836—1898), Валентино (1845—1901) и Александра.
Грациозо Ботта начал своё дело после продолжительного сотрудничества с семьёй швейцарских скульпторов Мадерни: в 1865-м году его первая мастерская открылась в принадлежащем им здании на Гороховой улице, начав производство скульптур, памятников, мозаик и различных изделий из мрамора, гранита и другого камня. В 1895-м году Ботто перевёл мастерскую на Забалканский проспект, 24. Здание было выкуплено в ещё 1878-м совместно с тремя его братьями, после сноса предыдущей застройки они возвели одноэтажный каменный особняк длиной 117 сажен. Фасад здания украшали три арки, разграничивавшие два боковых входа и центральный, парадный, под вывеской «Мастерская Ботта». Внутри располагались обширная мастерская, кузница и машинное отделение с паровым котлом.
Семья скульптора — супруга Мария Исидоровна, братья Аббондио и Валентино проживали в том же здании. В течение почти полувека мастерская Ботта была одной из крупнейших в Петербурге, выполняя заказы для многих дворянских семей — графов Шуваловых, Бобринских, Щербатовых и др. Грациозо Ботта и его семья не получали российского подданства, поэтому числились временными членами второй купеческой гильдии.
Неподалёку от мастерской Ботта в 1902-м году получил жильё Яков Миронович Маршак, отец будущего знаменитого писателя. В мемуарах Самуила Маршака остались строки о доме Ботта:

Это был двор, каких мы еще не видывали — чистый, просторный, гладко вымощенный, с двухэтажным каменным домом, садиком в углу и со множеством статуй из белого и черного мрамора, разбросанных в беспорядке от ограды до ограды. Статуи чаще всего изображали печальных, склонившихся перед алтарем женщин в покрывалах, спадающих волнистыми складками, и маленьких кудрявых ангелов, грациозно простирающих ввысь круглые, в мраморных жилках, ручонки, […], оказывается, здесь живет сам хозяин, владелец скульптурной мастерской, итальянец Ботта.

Грациозо Ботта скончался в 1898 году, похоронен на католическом кладбище на Выборгской стстороне. До 1909 года дела мастерской продолжали вдова Мария Исидоровна и племянники Иосиф и Сиро Валентиновичи. В 1909-м здание мастерской было продано купцу В. М. Орлову, после революции 1917-го данные о семье теряются.

## Работы
- Обелиск в Собственном садике Гатчинского парка на могиле собаки по кличке Камчатка, любимицы семьи Александра III, погибшей при крушении поезда в Борках[3];
- колонны Смоленских ворот в Гатчине[3];
- большой мраморный фонтан в Царском селе[1];
- доска из черного гранита с барельефом-бюстом Ивана Гончарова, скульптор Б. М. Микешин, 1907[2];
- иконостас из цветного мрамора и алтарная сень под короной на двух мраморных колоннах, церковь во имя Свт. Николая Чудотворца на Черной речке (утрачен)[2];
- парадная лестница в особняке Стенбок-Ферморов, Лахта, 1896[4].